# Segunda Liga 2021-2022
La Segunda Liga 2021-2022 è la trentaduesima stagione della seconda lega del calcio portoghese e la seconda stagione con l'attuale titolo di "LigaPro". In questa divisione competono in totale 18 squadre, di cui 2 squadre di riserva delle squadre Primeira Liga.

## Stagione

### Novità
Al termine della Segunda Liga 2020-2021 sono state promosse in Primeira Liga l'Estoril Praia, il  
Vizela e Arouca.
Dalla Primeira Liga 2020-2021 sono retrocessi il Farense, il Nacional e il Rio Ave. Dal Campeonato de Portugal 2020-2021 sono stati promossi il Trofense e l'Estrela Amadora.

### Formula
Le 18 squadre partecipanti si affrontano in un girone di andata e ritorno, per un totale di 34 giornate.
Le prime due classificate sono promosse in Primeira Liga.
Le squadre classificate agli ultimi due posti (17º e 18º posto) sono retrocesse nel Campeonato de Portugal.
Al campionato possono partecipare le squadre riserve, ma non possono essere promosse in Primeira Liga. Se una squadra riserva si classifica ai primi due posti, la squadra classificatasi subito dopo beneficia della promozione diretta. Se la prima squadra retrocede in Segunda Liga, la squadra riserva viene retrocessa indipendentemente dalla posizione in classifica. In quest'ultimo caso, se la squadra riserva non era nelle ultime due posizioni, la squadra meglio piazzata nella zona retrocessione mantiene la categoria. Al campionato partecipano 18 squadre, di cui 14 della Segunda Liga 2020-2021, 2 squadre retrocesse dalla Primeira Liga 2020-2021 e 2 promosse dal Campeonato de Portugal 2020-21.

## Squadre partecipanti
| Club                 | Città                | Stadio                                  | Posizione 2020-2021                                            |
| -------------------- | -------------------- | --------------------------------------- | -------------------------------------------------------------- |
| Academica de Coimbra | Coimbra              | Estádio Cidade de Coimbra               | 4º posto in Segunda Liga                                       |
| Académico Viseu      | Viseu                | Estádio do Fontelo                      | 14º posto in Segunda Liga                                      |
| Benfica B            | Lisbona              | Futebol Campus                          | 8º posto in Segunda Liga                                       |
| Casa Pia             | Lisbona              | Pina Manique                            | 9º posto in Segunda Liga                                       |
| Chaves               | Chaves               | Estádio Municipal de Chaves             | 6º posto in Segunda Liga                                       |
| Covilhã              | Covilhã              | Estádio Municipal José dos Santos Pinto | 13º posto in Segunda Liga                                      |
| Estrela Amadora      | Amadora              | Estádio José Gomes                      | 2º posto nel Campeonato de Portugal (promossa dopo i play-off) |
| Farense              | Faro                 | Stadio di São Luís                      | 17º posto in Primeira Liga (retrocesso)                        |
| Feirense             | Santa Maria da Feira | Estádio Marcolino de Castro             | 5º posto in Segunda Liga                                       |
| Leixões              | Matosinhos           | Estádio do Mar                          | 10º posto in Segunda Liga                                      |
| Mafra                | Mafra                | Municipal de Mafra                      | 12º posto in Segunda Liga                                      |
| Nacional             | Funchal              | Estádio da Madeira                      | 18º posto in Primeira Liga (retrocesso)                        |
| Penafiel             | Penafiel             | Estádio Municipal 25 de Abril           | 7º posto in Segunda Liga                                       |
| Porto B              | Porto                | Estádio Dr. Jorge Sampaio               | 16º posto in Segunda Liga                                      |
| Rio Ave              | Vila do Conde        | Stadio municipale dos Arcos             | 16º posto in Primeira Liga (retrocesso)                        |
| Trofense             | Trofa                | Estádio do Clube Desportivo Trofense    | 1º posto nel Campeonato de Portugal                            |
| Varzim               | Póvoa de Varzim      | Estádio do Varzim SC                    | 15º posto in Segunda Liga                                      |
| Vilafranquense       | Vila Franca de Xira  | Campo do Cevadeiro                      | 17º posto in Segunda Liga                                      |

## Classifica finale
Aggiornata al 29 maggio 2022
|  | Pos. | Squadra            | Pt | G  | V  | N  | P  | GF | GS | DR  |
|  | ---- | ------------------ | -- | -- | -- | -- | -- | -- | -- | --- |
|  | 1.   | Rio Ave            | 70 | 34 | 21 | 7  | 6  | 52 | 31 | +21 |
|  | 2.   | Casa Pia           | 68 | 34 | 21 | 5  | 8  | 50 | 22 | +28 |
|  | 3.   | Chaves             | 64 | 34 | 18 | 10 | 6  | 54 | 35 | +19 |
|  | 4.   | Feirense           | 58 | 34 | 17 | 7  | 10 | 50 | 37 | +13 |
|  | 5.   | Benfica B          | 57 | 34 | 17 | 6  | 11 | 61 | 44 | +17 |
|  | 6.   | Nacional           | 51 | 34 | 14 | 9  | 11 | 52 | 44 | +8  |
|  | 7.   | Penafiel           | 51 | 34 | 14 | 9  | 11 | 38 | 38 | 0   |
|  | 8.   | Leixões            | 48 | 34 | 13 | 9  | 12 | 42 | 40 | +2  |
|  | 9.   | Mafra              | 43 | 34 | 11 | 10 | 13 | 37 | 42 | -5  |
|  | 10.  | Porto B            | 42 | 34 | 10 | 12 | 12 | 45 | 49 | -4  |
|  | 11.  | Farense            | 41 | 34 | 10 | 11 | 13 | 40 | 42 | -2  |
|  | 12.  | Vilafranquense     | 41 | 34 | 10 | 11 | 13 | 41 | 47 | -6  |
|  | 13.  | Trofense           | 40 | 34 | 10 | 10 | 14 | 35 | 41 | -6  |
|  | 14.  | Estrela Amadora    | 37 | 34 | 9  | 10 | 15 | 42 | 55 | -13 |
|  | 15.  | Académico de Viseu | 37 | 34 | 10 | 7  | 17 | 31 | 49 | -18 |
|  | 16.  | Covilhã            | 36 | 34 | 8  | 12 | 14 | 30 | 43 | -13 |
|  | 17.  | Varzim             | 35 | 34 | 8  | 11 | 15 | 25 | 39 | -14 |
|  | 18.  | Académica          | 17 | 34 | 3  | 8  | 23 | 35 | 62 | -27 |

Legenda:

       Ammesse alla Primeira Liga 2022-2023

 Ammessa ai play-off o ai play-out.
       Retrocesse in Terceira Liga 2022-2023

Tre punti a vittoria, uno a pareggio, zero a sconfitta.
La classifica viene stilata secondo i seguenti criteri:
- Punti conquistati
- Punti conquistati negli scontri diretti
- Differenza reti negli scontri diretti
- Reti realizzate in trasferta negli scontri diretti
- Differenza reti generale
- Partite vinte
- Reti totali realizzate
- Spareggio

## Spareggio promozione
Allo spareggio sono ammesse la sedicesima classificata in Primeira Liga e la terza classificata in Segunda Liga.
| Squadra 1           | Totale | Squadra 2  | Andata | Ritorno |
| ------------------- | ------ | ---------- | ------ | ------- |
| 21 / 29 maggio 2022 |        |            |        |         |
| Chaves              | 2 - 1  | Moreirense | 2 – 0  | 0 – 1   |

### Play-out
Allo spareggio sono ammesse la sedicesima classificata in Segunda Liga e la vincitrice dello scontro tra terze classificate in Terceira Liga 2021-22.

#### Primo turno
| Squadra 1          | Totale | Squadra 2    | Andata | Ritorno |
| ------------------ | ------ | ------------ | ------ | ------- |
| 7 / 15 maggio 2022 |        |              |        |         |
| Alverca            | 3 - 2  | União Leiria | 1 – 1  | 2 – 1   |

#### Finale
| Squadra 1           | Totale | Squadra 2 | Andata | Ritorno |
| ------------------- | ------ | --------- | ------ | ------- |
| 21 / 29 maggio 2022 |        |           |        |         |
| Alverca             | 0 - 2  | Covilhã   | 0 – 0  | 0 – 2   |

### Verdetti
- Rio Ave, Casa Pia e Chaves (dopo i play-off) promosse in Primeira Liga 2022-2023.
- Varzim e Academica retrocesse in Terceira Liga 2022-2023.